# Мартышкинский мемориал
Мартышкинский мемориал (также Мемориал «Мартышкино») — мемориальный комплекс, открыт в 1975 году в посёлке Мартышкино — историческом районе города Ломоносова.
Мемориальная композиция «ПОДВИГ»  сооружена в 1983 году по проекту ленинградских архитекторов — А. В. Карагина и А. И. Алымова. Скульптор  — Э. М. Агаян.
Мемориал расположен по обе стороны шоссе Санкт-Петербург — Ломоносов, в южной части установлен бронзовый памятник Воину-победителю: солдат в плащ-палатке изображён в броске на амбразуру дота.

## История мемориала
Мемориал сложился на месте захоронений защитников Ораниенбаумского плацдарма, осуществлявшихся в годы Великой Отечественной войны.
В 1946 захоронение впервые благоустроено и обнесено метровым забором. В 1949 на южной стороне была установлена трёхметровая бетонная скульптура моряка без головного убора. 9 августа 1974 захоронения с островов Малый и Мощный были перезахоронены в братскую могилу перед скульптурой. В этом же году в южной части мемориала устроена символическая могила Героя Советского Союза Ивана Андреевича Немкова.
Новая перепланировка захоронения осуществлена в 1975, когда северная часть была отделена от шоссе якорными цепями — этот год считается официальным годом открытия мемориала. В 1983 в южной части появились таблички с именами захороненных воинов, которые удалось установить.
Осенью 1983 года в южной части мемориала была создана новая архитектурно-скульптурная композиция «Подвиг».
Автор  мемориальной композиции — Лауреат Государственной премии РСФСР в области архитектуры (1970) — Алексей Васильевич Карагин (1913—1984).
В годы Великой Отечественной войны А. В. Карагин возглавлял МПВО Ораниенбаума,  был председателем Исполкома городского совета народных депутатов. В 1942 году награждён Орденом Боевого Красного Знамени, 1943 году награждён Орденом Трудового Красного Знамени. 
В последние годы жизни возглавлял Институт Экспериментального проектирования (ЛенЗНИИЭП).

В 1984 году Алексей Васильевич Карагин был погребён на юго-западной части мемориала.
С 1983 южная часть мемориала стала регулярным местом проведения торжественных мероприятий в дни снятия блокады и в День Победы.

## Захоронения
Всего здесь расположено 136 обозначенных могил, в основном воинов 301 полка 48 стрелковой дивизии павших в ходе боёв на Ораниенбаумском плацдарме, три из этих могил относятся к послевоенным захоронениям.
В северо-восточной части мемориала расположена братская могила, где после войны были перезахоронены останки воинов из других захоронений города. Точное число перезахороненных и их имена неизвестны По некоторым сведениям, в братской могиле похоронен Жора Антоненко.
На территории мемориала захоронены два Героя Советского Союза: Г. Д. Костылев и И. А. Немков.
В юго-западной части захоронены:
- генерал-майор В. А. Тимченко
- генерал-лейтенант А. И. Андреев
- генерал-майор В. Н. Коробков
- генерал-лейтенант В. И. Щербаков
- автор мемориала, архитектор А. В. Карагин[7]

## Галерея

Северная часть мемориала
Памятник морякам-балтийцам
Могила героя